# Brisbane City (rugby à XV)
Maillots
Dernière mise à jour : 25 octobre 2014.
Brisbane City est une franchise professionnelle australienne de rugby à XV située à Brisbane, qui évolue dans le National Rugby Championship (NRC). L'équipe remporte les deux premiers titres mis en jeu dans cette compétition.  

## Histoire
Brisbane City est l'héritier lointain des Ballymore Tornadoes, qui évolua dans l'Australian Rugby Championship (ARC) en 2007. La franchise s’appuyait sur les joueurs issus des clubs situés au nord de la rivière Brisbane qui sépare la ville en deux : Sunshine Coast Stingrays, Norths/QUT, Brothers, GPS, Wests et University. Un conseil composé d'un représentant de chacun de ces clubs était chargé de gérer la franchise. Selon Russell Sheil, président de ce conseil, le nom du club devait l’ancrer dans l’esprit du public : Ballymore est le lieu historique du rugby du Queensland, tandis que les « tornades » sont censées représenter les vertus de l’équipe : « Nous espérons être puissants, destructeurs et laisser de gros dégâts derrière nous ». Les Tornadoes portaient des maillots bleu, gris et grenat, le grenat étant la couleur traditionnelle du Queensland. Leurs joueurs pouvaient être sélectionnés par les Queensland Reds qui évoluent notamment dans le Super 14. Leurs rivaux locaux sont les East Coast Aces. Les Tornadoes terminèrent l'unique édition de l'Australian Rugby Championship à l'avant-dernière place, juste devant les East Coast Aces. La faillite de l'ARC entraîne la fin des activités de toutes les équipes. 

Logo des Ballymore Tornadoes

En décembre 2013, la fédération australienne de rugby décida la création d'une compétition entre le rugby des clubs et le Super Rugby. La fédération du Queensland (Queensland Rugby Union) proposa, avec le soutien de ses clubs, de chapeauter deux franchises, l'une représentant la capitale Brisbane (Brisbane City), l'autre représentant le reste de l'État (Queensland Country). Les deux équipes bénéficient du soutien logistique et administratif de la fédération. 
Brisbane City remporte le premier titre du NRC mis en jeu en 2014 en battant le Perth Spirit en finale 37-26, puis le second en 2015 contre les Vikings de l'université de Canberra (21-10).

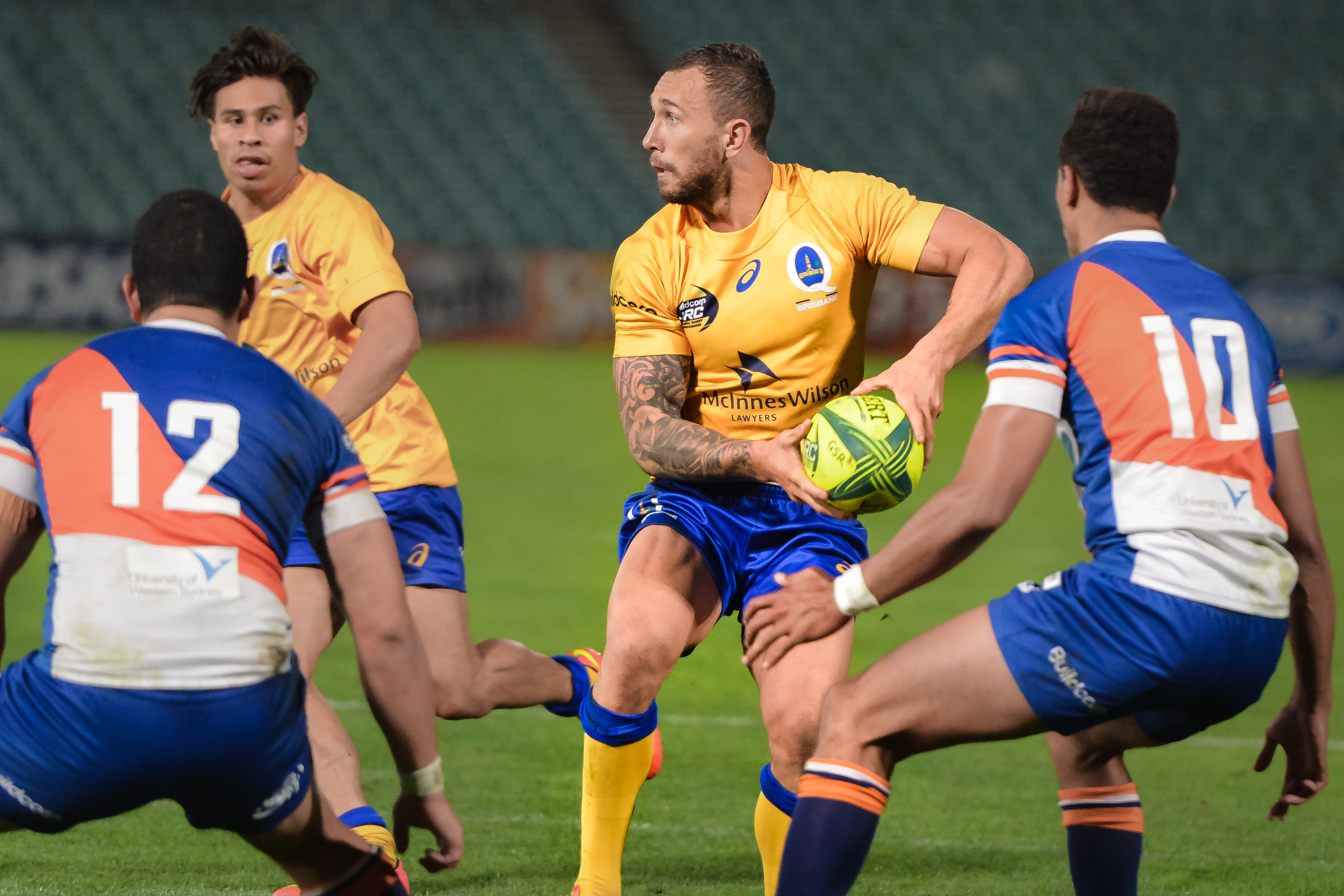
Quade Cooper sous le maillot de Brisbane City.

## Stade
Comme les Tornadoes, Brisbane City joue au Ballymore Stadium, qui abrite les locaux de la Queensland Rugby Union et accueille les rencontres des Queensland Reds (Super Rugby).

## Palmarès
- National Rugby Championship (2) : 2014, 2015

## Joueurs célèbres
- Peter Hynes
- Will Genia
- Blair Connor
- Karmichael Hunt
- Ray Stowers
- James Horwill
- Lachie Turner
- Quade Cooper
- Brando Va'aulu